# Phalotris lativittatus
Phalotris lativittatus — вид отруйних змій родини полозових (Colubridae). Ендемік Бразилії.

## Поширення і екологія
Phalotris lativittatus мешкають в штаті Сан-Паулу на південному сході Бразилії. Вони живуть в саванах серрадо та в галерейних лісах, на висоті до 1000 м над рівнем моря.

## Збереження
МСОП класифікує стан збереження цього виду як близький до загрозливого. Phalotris lativittatus загрожує знищення природного середовища.